# Enfermera Ratched
La enfermera Ratched (en inglés: "Nurse Ratched") es un personaje ficticio y la principal antagonista de la novela de 1962 de Ken Kesey Alguien voló sobre el nido del cuco (One Flew Over the Cuckoo's Nest, en original), así como de la película de 1975 del mismo nombre. Netflix anunció en 2020 la producción de Ratched, una serie basada en el personaje estrenada en la plataforma el 18 de septiembre del mismo año.
Anne Bancroft, Angela Lansbury, Geraldine Page, Colleen Dewhurst y Ellen Burstyn rechazaron el papel en la versión cinematográfica de la novela antes de que Louise Fletcher lo recibiera. Fletcher solo había actuado una vez en los 13 años anteriores a su aparición en el filme. Fue propuesta para el papel después de Shelley Duvall. En su lugar, el director Miloš Forman vio a Fletcher con gran capacidad de interpretar al personaje.

## Características
El personaje se caracteriza principalmente por ser desalmada y pasivo-agresiva, la enfermera Ratched se convirtió en el estereotipo de la enfermera como un hacha de batalla. También se ha convertido en una metáfora popular de la influencia corruptora del poder y la autoridad institucional en las burocracias, como el centro de tratamiento psiquiátrico en el que se desarrolla la novela.

### Biografía del personaje
La enfermera Ratched es la enfermera administrativa principal del Hospital Estatal de Salem, una institución mental donde ejerce un poder casi absoluto sobre el acceso de los pacientes a medicamentos, privilegios y necesidades básicas como alimentos y artículos de tocador. Ella revoca caprichosamente estos privilegios cuando un paciente la desagrada. Sus superiores hacen la vista gorda porque mantiene el orden, evitando que los pacientes actúen, ya sea a través de medicamentos antipsicóticos y anticonvulsivos o su propia marca de psicoterapia, que consiste principalmente en humillar a los pacientes para que hagan su voluntad. Su gobierno tiránico y su personalidad hiriente se derivan de su tiempo como enfermera del ejército durante la Segunda Guerra Mundial.
Sin embargo, cuando Randle Patrick McMurphy llega al hospital, ignora sus reglas con impunidad e inspira a otros pacientes a seguirlo. Sus intentos de intimidarlo para que se someta, al principio con amenazas y castigos leves, luego con terapia de choque, no tienen éxito y solo sirven para alimentar su desafío.

## Apariciones
Numerosas veces, el personaje fue visto en la serie norteamericana Erase una vez, donde Ingrid Torrance se encargó de darle vida al papel.
Sarah Paulson interpreta al personaje en Ratched, la adaptación de Ryan Murphy para Netflix estrenada el 18 de septiembre de 2020.

## Legado
Louise Fletcher ganó en la entrega de los Premio Oscar, Premios BAFTA y Globos de oro a la Mejor Actriz por su interpretación de Ratched en la película. Además, el personaje de Ratched fue nombrado el quinto villano más grande en la historia del cine (y la segunda villana más grande, solo detrás de la Malvada Bruja del Oeste del Mago de Oz) por el American Film Institute en su serie de Anexo:AFI's 100 años... 100 héroes y villanos. 